# Beatriz Uribe
Beatriz Uribe, née à Pereira, est une femme politique  colombienne, membre du Parti conservateur. Elle est ministre de l'Environnement, du Logement et du Développement territorial entre 2010 et 2012 sous la présidence de Juan Manuel Santos.